# Crkva sv. Arnira u Dubravi
Crkva sv. Arnira je rimokatolička crkva u Dubravi, gradskom naselju Omiša.

## Opis dobra
Crkva sv. Arnira smjestila se u jugoistočnom dijelu poljičkog sela Dubrave na sjevernom ulazu u manji klanac između uzvisine Brojilo s istočne strane i Brdine sa zapadne strane, a uz brzac Vir, na značajnom položaju uz staru prometnicu. Prostor je bio naseljen još u prapovijesti. Na mjestu pored izvora podignuta je srednjovjekovna crkvica posvećena sv. Arniru. Prema povijesnim izvorima podignuta je na mjestu gdje su poljički knezovi Kačići, 4. kolovoza 1180. kamenovali splitskog nadbiskupa Rajnerija odnosno Arnira. Prvi put se spominje 1625., na popisu zadarskog nadbiskupa Garzadorija, iako je sagrađena ranije. Spominje se u vizitaciji 1711., a 1897. godina, koja je upisana na rozeti, upućuje na popravak crkve, koja je u odnosu na izvornu nadograđena i povišena.

## Zaštita
Pod oznakom Z-6507 zavedena je kao nepokretno kulturno dobro - pojedinačno, pravna statusa zaštićena kulturnog dobra, klasificirano kao "sakralna graditeljska baština".